# UD Villa de Santa Brígida
Unión Deportiva Villa de Santa Brígida – hiszpański klub piłkarski, grający w Tercera División, mający siedzibę w mieście Santa Brígida.

## Historia
Z dwóch drużyn Club Deportivo Santa Brígida i Sociedad Deportiva Santa Brígida, powstał nowy klub Unión Deportiva Villa de Santa Brígida.

## Sezony
| Sezon   | Liga | Miejsce | Puchar Króla |
| ------- | ---- | ------- | ------------ |
| 2004/05 | 3ª   | 5.      |              |
| 2005/06 | 3ª   | 5.      |              |
| 2006/07 | 3ª   | 3.      |              |
| 2007/08 | 2ªB  | 16.     |              |
| 2008/09 | 2ªB  | 20.     |              |
| 2009/10 | 3ª   | 7.      |              |

| Sezon   | Liga | Miejsce | Puchar Króla |
| ------- | ---- | ------- | ------------ |
| 2010/11 | 3ª   | 5.      |              |
| 2011/12 | 3ª   | 8.      |              |
| 2012/13 | 3ª   | 10.     |              |
| 2013/14 | 3ª   | 6.      |              |
| 2014/15 | 3ª   | 6.      |              |
| 2015/16 | 3ª   | 1.      |              |

- 2 sezony w Segunda División B
- 9 sezony w Tercera División

## Sukcesy
- Tercera División: 2015/16